# Sky Marshals
Os sky marshals ou air marshals ou também conhecidos no português por marechais do ar ou policiais aéreos são agentes federais de diversos países que entram armados dentro de aviões principalmente em voos com destinos internacionais.
Os principais objetivos dos air marshals é fazer a segurança de voos internacionais, assim viajando como passageiros convencionais e de modo velado portando armas para caso ocorra uma tentativa de sequestro ao avião e/ou algum crime em voo, os air marshals possam agir mantendo a ordem dentro do avião.
A responsabilidade dos sky marshals é principalmente com os cidadãos do seu próprio pais, assim  estando no voo ele irá tentar intervir em uma situação buscando a melhor saída para sobrevida dos passageiros, principalmente por não ter a certeza da cidadania de todos.

## Modus operandi
O modus operandi dos sky marshals pode variar com seu treinamento, com o seu pais e com seu objetivo dentro de um voo. Porem no geral, os air marshals trabalham descaracterizados com armas veladas. Assim não causando espanto para os passageiros e trazendo um fator de duvida á possíveis criminosos, já que antes de efetuar um crime eles terão a duvida sobre ter a bordo de seu voo um air marshal ou não.
Os air marshals podem seguir uma rotina de voos programadas, ou simplesmente entrar em voos aleatórios. Normalmente a equipe de inteligência no solo, analisa os fatores de risco de um voo e designa os marshals até os voos mais arriscados.
Mesmo com autoridade internacional, os marshals trabalham diretamente para suas nações, assim não tendo poder em solo estrangeiro, apenas durante os voos. Assim um marshal que embarca em um avião que irá para outro pais, chegando no outro país pega um avião de volta ao seu país de origem, assim protegendo na ida e na volta os passageiros de seus países e os demais passageiros estrangeiros a bordo.
Raramente dois air marshals irão estar no mesmo avião, tendo em vista o risco de em uma situação de crise, um marshal confundir outro marshal de outro pais com um possível criminoso e enfrenta-lo, assim trazendo um risco maior ao voo. Então mesmo que o objetivo principal do marshal seja defender os passageiros de seu país, ele fará de tudo para proteger os demais passageiros também.

## Treinamento
Os treinamentos dos sky marshals variam de país para país, porem em geral os air marshals são treinados para entender quando uma pessoa está prestes a fazer algo ilicito e/ou identificar atitudes suspeitas durante o voo. 
Os marshals tambem tem como parte do treinamento a estratégia de tiro, tendo em vista que eles devem ser precisos, assim evitando de ferir civis e/ou evitando de furar a fuselagem do avião causando uma descompressão que poderia ser perigosa ou até mesmo fatal.

## Países
Diversos países possuem seus próprios sky marshals, porem muitos não declaram a existência dos mesmos por seus agentes fazerem parte de agencias secretas de inteligência, a baixo a lista de países que declararam possuir air marshals especializados:
| Pais           | Órgão Responsável               | Nomenclatura                                              | Data de Criação           |
| -------------- | ------------------------------- | --------------------------------------------------------- | ------------------------- |
| Estados Unidos | Agencia Central de Inteligencia | Federal Air Marshal Service (FAMS)                        | 1961 aperfeiçoado em 2001 |
| Paquistão      | Forças Armadas do Paquistão     | Airports Security Force (ASF)                             | 1976                      |
| Irlanda        | Forças Armadas da Irlanda       | Army Ranger Wing (ARW)                                    | 1980                      |
| Áustria        | Exercito Austríaco              | EKO Cobra                                                 | 1981                      |
| Índia          | Agencia de Segurança Nacional   | (sem nomenclatura propria)                                | 1999                      |
| Austrália      | Policia Federal da Austrália    | Air Security Officer (ASO)                                | 2001                      |
| Singapura      | Força Policial de Singapura     | Security Command or the Special Tactics and Rescue (STAR) | 2002                      |
| Canadá         | Policia Montada Real Canadense  | Canadian Air Carrier Protection (CACPP)                   | 2002                      |
| Reino Unido    | Scotland Yard                   | Aviation Security Operational Command Unit (SO18)         | 2003                      |